# Eldorado do Carajás
Eldorado do Carajás es un municipio brasileño del estado de Pará. Se localiza a una latitud 06º06'15" sur y a una longitud 49º21'19" oeste, estando a una altitud de 140 metros sobre el nivel del mar. Su población estimada en el año 2012 era de 32.115 habitantes.
El municipio es famoso por la masacre que ocurrió en 1996, cuando 19 miembros del Movimiento de los Trabajadores Rurales Sin Tierra fueron asesinados por tropas de la policía militar del estado de Pará.

## Etimología
El nombre Eldorado fue escogido para representar el suceso que la región donde está el municipio vivenció en los primeros años de su fundación. Se relaciona con la antigua leyenda de El Dorado narrada a los españoles por los nativos americanos en la época de la conquista de América, la cual hablaba acerca de una ciudad cuyas construcciones serían todas hechas de oro macizo y sus tesoros inimaginables. El imaginario popular de los primeros habitantes de Eldorado do Carajás refleja la búsqueda ferviente de "las montañas de oro".
El complemento al primer nombre "Carajás", se da en función de la proximidad del municipio con el gran complejo geológico regional: la Serra dos Carajás. El término Carajás es una adaptación al portugués del término Karajá en la lengua nativa Yê, kara (Brillante) y Ja (cielo), significa básicamente "estrella".